# Бокок
Бокок — один з 5 мукімів (районів) округи (даера) Тембуронґ, на сході Брунею. Межує за Малайзією.

## Райони
- Кампонг Буда-Буда
- Кампонг Белаіс
- Кампонг Белаіс Кеціл
- Кампонг Пая Баганган
- Кампонг Бокок
- Кампонг Меніуп
- Кампонг Бакарут
- Кампонг Сімбатанг
- Кампонг Ратаіе
- Кампонг Перпіндаhан Ратаіе
- Кампонг Ракят Йаті
- Кампонг Кенуа
- Кампонг Лепонг Бару
- Кампонг Лепонг Лама
- Кампонг Семабат Баhагіа
- Кампонг Семабат
- Кампонг Темада

| Бруней | Це незавершена стаття з географії Брунею. Ви можете допомогти проєкту, виправивши або дописавши її. |

4°38′43″ пн. ш. 115°03′16″ сх. д. / 4.64528° пн. ш. 115.05444° сх. д.